# Rock the Night
„Rock the Night“ je singl švédské hard rockové skupiny Europe. Napsal ho zpěvák Joey Tempest v roce 1984, a fanoušci ji poprvé mohli uslyšet během turné k albu Wings of Tomorrow tentýž rok.
Vydaný byl dvakrát: v roce 1985 jako singl ze soundtracku k švédskému filmu On the Loose, a v roce 1986 jako druhý singl z alba The Final Countdown.
Video k verzi z roku 1986 bylo natočeno v Hard Rock Café ve Stockholmu. Toto video představilo veřejnosti nového kytaristu Kee Marcela, náhradu Johna Noruma, který skupinu několik týdnu před tím opustil.
Píseň se vyskytuje na evropské verzi hry Guitar Hero: On Tour.

## Sestava
- Joey Tempest – zpěv
- John Norum – kytara
- John Levén – baskytara
- Mic Michaeli – klávesy
- Ian Haugland – bicí